# Heinz Schmöle

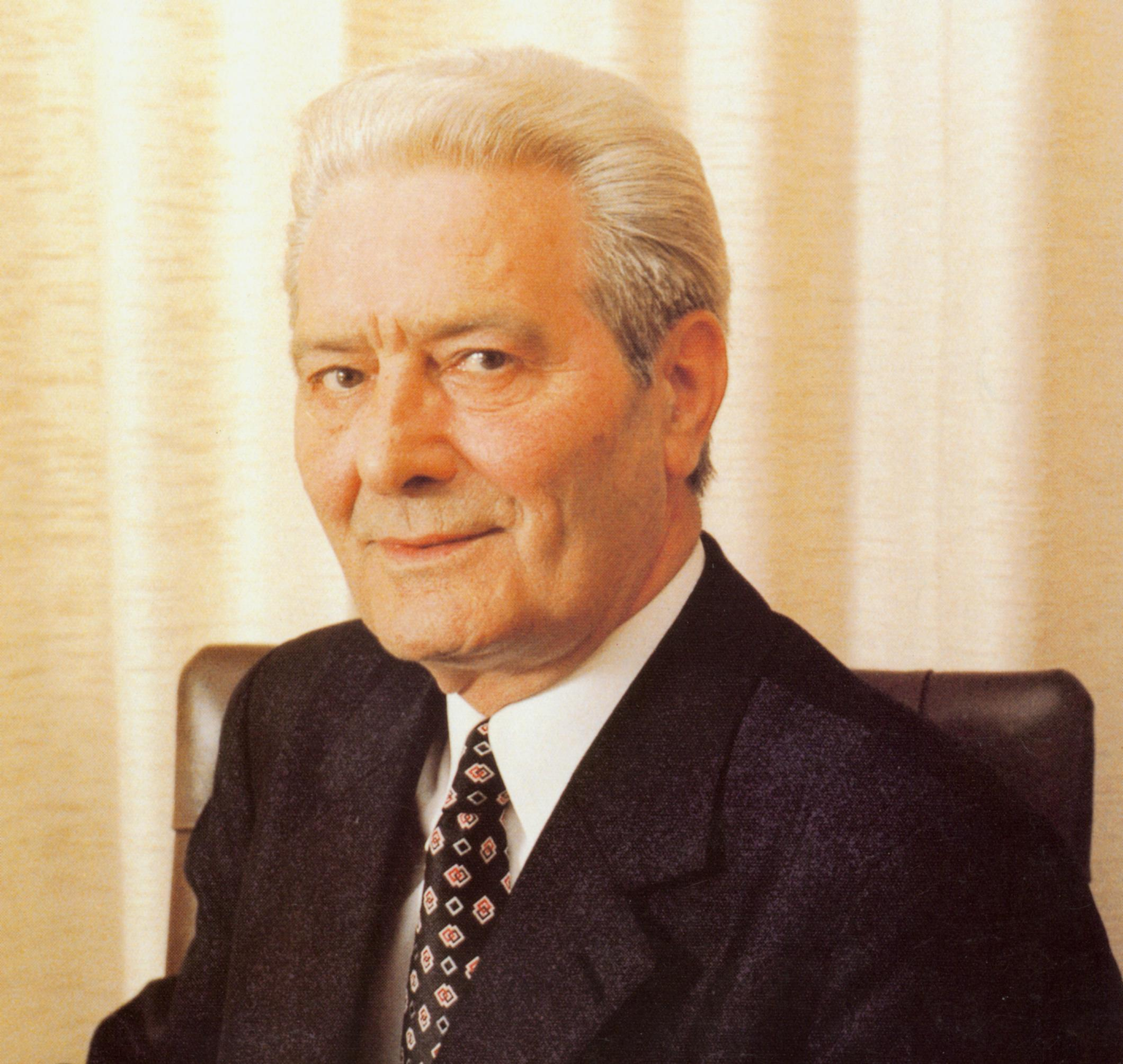
Heinz Schmöle, 1982

Heinz Schmöle (* 12. September 1913 in Düsseldorf; † 15. Dezember 1982 ebenda) war ein deutscher Manager und Kaufmann.

## Berufliches
Schmöle war Vorstandsvorsitzender (Generaldirektor) der Victoria-Versicherung, für die er 47 Jahre tätig war.
Er war Vorsitzender der Auskunftstelle über den Versicherungsaußendienst e. V. (AVAD).
Gemeinsam mit Kurt Hamann gründete Schmöle die Dr.-Kurt-Hamann-Stiftung, die Arbeiten im Bereich der Versicherungswissenschaft unterstützt.

## Ehrungen und Vereinstätigkeit
Nach ihm sind die Heinz-Schmöle-Stiftung sowie eine Straße in Düsseldorf-Oberbilk benannt. Im sanierten Ratinger Tor in Düsseldorf befindet sich im Erdgeschoss ein repräsentatives Heinz-Schmöle-Zimmer, in dem eine Büste Schmöles aufgestellt wurde.
Schmöle war Ehrenmitglied der Düsseldorfer Jonges.
1968 erhielt er im Fach Philosophy in Humanities den Ehrendoktor der Universität von San Carlos.
1969 wurde Schmöle Ehrensenator des Allgemeinen Vereins der Karnevalsfreunde Düsseldorf e.V. 1971 wurde ihm Leo-Statz-Plakette der Düsseldorfer Funken-Artillerie Rot-Wiss 1935 verliehen.
1953 gründete er zusammen mit Edi Winterhoff, Fritz Krampe, Hans Rycken die Oberbilker Bürgergilde.
Der Reiterverein Oberbilk hat den Heinz-Schmöle-Pokal nach ihm benannt.
Schmöle war Protektor des St. Seb. Schützenverein Düsseldorf-Oberbilk, der ihn 2013 mit einer Schützenmesse anlässlich seines 100. Geburtstages ehrte.

## Persönliches
Schmöle war verheiratet mit Hildegard Schmöle, geb. Baldus (1916–2015), die 2011 die Herzog-Wilhelm-Medaille der Düsseldorfer Jonges erhielt.

## Werke
- Hermann Kösters, Heinz Schmöle: Fragen der rationellen Betriebsgestaltung beim Bau eines neuen Verwaltungsgebäudes. in: Hundert Jahre Victoria Versicherung 1853–1953. Berlin, 1953, S. 224 (237). OCLC 73757266